# Jean-Féry Rebel
Jean-Féry Rebel, o Jean-Ferry Rebel (Parigi, 18 aprile 1666 – Parigi, 2 gennaio 1747), è stato un compositore e violinista francese dell'epoca barocca.

## Biografia
Era figlio di un cantore e a otto anni fu notato per le sue doti da Jean-Baptiste Lully, a cui deve la sua formazione. Sua sorella, una cantante, sposò il compositore Michel-Richard Delalande.
Nel 1705 fu ingaggiato nei Vingt-quatre Violons du Roi. Divenne in seguito maestro di musica all'Académie royale de musique nel 1716, poi compositore della Chambre du roi nel 1726 e infine maestro di musica dell'Académie Française nel 1742 (succedendo a Louis-Antoine Dornel). 
Suo figlio François Rebel (1701-1775), fu anch'egli violinista, compositore e membro dei Vingt-quatre Violons du Roy e dopo il 1749 soprintendente della musica reale. Condivise la direzione dell'Opéra con François Francœur.

## Opere
Rebel fu uno dei primi musicisti francesi a comporre sonate all'italiana, spesso caratterizzate da una grande originalità e da una sicura audacia armonica. 
- Raccolta di dodici sonate a 2 o 3 parti (composte nel 1695 e pubblicate a Parigi nel 1712)
- 12 Sonate per violino solo con più recitativi per la viola (Parigi 1713)
- Les Caractères de la danse (1715),
- Les Élémens (1737), composizione originale che descrive la creazione del mondo.
- Tombeau de M. de Lully in omaggio al suo maestro
- una tragédie lyrique : Ulysse (1703)
- Fantaisies (1729)
- Les Plaisirs champêtres (1734)